# Silésia Austríaca
A Silésia Austríaca (em alemão:  Österreichisch Schlesien; em tcheco/checo:  Rakouské Slezsko; em polonês/polaco:  Śląsk Austriacki), oficialmente o Ducado da Alta e Baixa Silésia (em alemão:  Herzogtum Ober- und Niederschlesien), foi uma região autónoma do Reino da Boémia, então parte do Império Austríaco, depois uma região da coroa cisleitana quando integrada na monarquia dual da Áustria-Hungria.[carece de fontes?] Existiu entre 1742 e 1918 e, apesar do seu nome oficial, apenas incluía partes da Alta Silésia, já que não havia qualquer porção do território da Baixa Silésia no interior das suas fronteiras. O território que integrou a Silésia Austríaca está quase totalmente contido na actual região da Morávia-Silésia da República Checa, onde foi integrado em 1918, na sequência da Primeira Guerra Mundial, da dissolução da Áustria-Hungria e da consequente criação da Checoslováquia.